# Крістал Рід
Крістал Рід (англ. Crystal Reed) — американська акторка, найбільш відома за роллю Елісон Арджент у молодіжному серіалі «Вовченя», знятому на замовлення телеканалу MTV.

## Життя та кар'єра
Рід народилася в місті Роузвілль, штат Мічиган. Вона вивчала танці з самого раннього віку і була капітаном в середній школі. Була активним членом її місцевого театру співтовариства і знялася в мюзиклах «Енні» і «Скрипаль на даху». Навчалася в Wayne State University. Вона переїхала в Чикаго і з'явилися в ряду місцевих виробництв. У грудні 2008 року переїхала до Голлівуду, щоб продовжити кар'єру актриси. У 2010 році знялася в гостей «CSI: Crime Scene Investigation», «CSI: NY», «Різзолі та Айлз». У 2011 році зіграла роль Еллісон Арджент в серіалі «Вовченя»: її героєм є дівчина з нормальними підлітковими проблемами плюс той факт, що її родина полює на перевертнів.

## Особисте життя
Зустрічалася з колегою по серіалу «Вовченя» Деніелом Шарманом, але в червні 2013 пара розлучилася. З липня 2013 року Рід зустрічалася з австралійським телеведучим Дарреном МакМалленом.

## Фільмографія

### Фільми
| Рік  |   | Українська назва       | Оригінальна назва        | Роль            |
| ---- | - | ---------------------- | ------------------------ | --------------- |
| 2010 | ф | Скайлайн               | Skyline                  | Деніз           |
| 2011 | ф | Це безглузде кохання   | Crazy, Stupid, Love.     | Емі Джонсон     |
| 2012 | ф | За ознаками сумісності | Jewtopia                 | Ребекка Оджін   |
| 2013 | ф | Одержима               | Crush                    | Бесс            |
| 2015 | ф | Занадто пізно          | Too Late                 | Дороті Малер    |
| 2018 | ф | Земля привидів         | Incident in a Ghost Land | Елізабет Келлер |
| 2023 | ф | Вовченя: Фільм         | Teen Wolf: The Movie     | Елісон Арджент  |

### Телебачення
| Рік       |   | Українська назва        | Оригінальна назва              | Роль                                            |
| --------- | - | ----------------------- | ------------------------------ | ----------------------------------------------- |
| 2010      | с | CSI: Місце злочину      | CSI: Crime Scene Investigation | Джулі (Епізод: "Lost & Found")                  |
| 2010      | с | Місце злочину: Нью-Йорк | CSI: NY                        | Джулс Рудей (Епізод: "Damned If You Do")        |
| 2010      | с | Важкі часи Бергера      | The Hard Times of RJ Berger    | Рене (Епізод: "The Berger Cometh")              |
| 2010      | с | Різзолі та Айлз         | Rizzoli & Isles                | Наталі (Епізод: "She Works Hard for the Money") |
| 2011      | с | До смерті красива       | Drop Dead Diva                 | Елі (Епізод: "He Said, She Said")               |
| 2011—2016 | с | Вовченя                 | Teen Wolf                      | Елісон Арджент (48 епізодів)                    |
| 2017—2018 | с | Ґотем                   | Gotham                         | Софія Фальконе (20 епізодів)                    |
| 2019      | с | Болотяна істота         | Swamp Thing                    | Еббі Аркейн (10 епізодів)                       |